# Musikjahr 1497
Liste der Musikjahre

1495 | 1496 | Musikjahr 1497 | 1498 | 1499 | 1500 | 1501 | ► | ►►

Weitere Ereignisse
Dieser Artikel behandelt das Musikjahr 1497.

## Ereignisse

### Heiliges Römisches Reich

#### Hofkapelle von König Maximilian I.
- 03. April: Heinrich Isaac wird von König Maximilian I. zum Hofkomponisten ernannt.[1]

#### Grafschaft Flandern
- 16. August: Der Succentor Jheronimus de Clibano wird von den Kanonikern der Sint-Donaaskathedraal in Brügge von seinen Pflichten entbunden.[2]

#### Herzogtum Brabant
- Jacob Obrecht kehrt nach Bergen op Zoom zurück.[3]

#### Reichsstadt Augsburg
- Der spätere Musikmäzen Conrad Peutinger kehrt nach seinem Studium als Sekretär des Stadtrats nach Augsburg zurück.[4]

#### Reichsstadt Köln
- Der Musiktheoretiker Melchior Schanppecher studiert von 1496 bis 1507 in Köln.[5]

### Italienische Staaten

#### Herzogtum Ferrara
- Agostino dalla Viola ist von 1497 bis 1522 Instrumentalist am Hof von Ferrara.[6]

#### Herzogtum Modena und Reggio
- Giocamo Fogliano da Modena ist von 1479 bis 1497 Organist an der Kathedrale von Modena.[7]

#### Kirchenstaat
- An der Universität Avignon wird die Stelle eines maître de chant eingeführt.[8]

#### Republik Florenz
- Alessandro Coppini ist von 1489 bis 1497 Gesangslehrer, Assistenzorganist und Sänger in der Kapelle der Kirche Santissima Annunziata in Florenz.[9]

#### Republik Venedig
- Peregrinus Cesena ist von 1494 bis 1497 Kapellmeister an der Kathedrale von Padua.[10]

### Königreich England
- Der Komponist John Dygon befindet sich in St Augustine’s Abbey in Canterbury.[11]

### Königreich Frankreich
- Antoine Brumel ist Kanoniker an der Kathedrale von Laon.[12]
- Der Sänger Jean Le Munerat wird zum Rektor der Universität Paris ernannt.[13]

### Königreich Kastilien
- 10. September: Der spanische Komponist Alonso Pérez de Alba wird erstmals als Kaplan in der Kapelle Königin Isabellas I. von Kastilien aufgeführt.[14]

### Königreich Spanien
- 06. Januar: Spanische Kolonisten feiern auf Haiti die erste gesungene Messe in Ysabella, nahe des heutigen Cap-Haïtien.[15]

## Kompositionen und Schriften
- Bonaventura von Brescia: Breviloquium musicale, Brescia[16]
- Josquin Desprez: Nymphes des bois/Requiem aeternam, Lamento über den Tod von Johannes Ockeghem, Text: Jean Molinet
- Eton Choirbook, erscheint zwischen 1497 und 1502
- Giorgio Valla: Harmonicorum introductorium, Venedig[17]
- Pontifikale, gedruckt von Stephan Plannck in Rom

## Instrumentenbau
- Gerhard van Wou gießt in der Nacht vom 7. auf den 8. Juli vor dem Erfurter Dom die Gloriosa, die größte freischwingende mittelalterliche Kirchenglocke der Welt.

## Geboren

### Geburtsdatum gesichert
- 16. Februar: Philipp Melanchthon, deutscher Philologe, Philosoph, Humanist, Theologe, Lehrbuchautor und neulateinischer Dichter († 1560)
- 18. August: Francesco Canova da Milano, italienischer Komponist und Lautenist († 1543)

### Genaues Geburtsdatum unbekannt
- Matteo Rampolini, italienischer Komponist († um 1553)
- Johann Petreius, deutscher Drucker, bekannt auch durch seine Musikdrucke († unbekannt)

### Geboren vor 1497
- Niklaus Oberacker, deutscher Stück- und Glockengießer († 1538)

### Geboren um 1497
- Cosmas Alder, Schweizer Komponist († 1550)
- John Heywood, englischer Dramatiker und Musiker der frühen Tudor-Zeit († um 1580)

## Gestorben

### Todesdatum gesichert
- vor dem 6. Februar: Colinet Lannoy, französischer Komponist (* unbekannt)[18]
- 06. Februar: Johannes Ockeghem, frankoflämischer Komponist (* um 1420 bis 1425)
- 19. April: Pierre Basin, franko-flämischer Sänger (* vor 1435)
- 02. Juli: William Haute, englischer Komponist (* um 1430)[19]
- 01. September: Henry Abyngdon, englischer Geistlicher und Musiker (* um 1418)
- 20. September: Pietrobono de Burzellis, italienischer Lautenist (* 1417?)[20]
- zwischen dem 9. und 14. Oktober: Nycasius de Clibano, frankoflämischer Sänger (* unbekannt)[21]
- 23. Oktober: Johannes Martini, frankoflämischer Komponist (* zwischen 1430 und 1440)

### Genaues Todesdatum unbekannt
- Pietrobono de Burzellis, italienischer Sänger und Lautenist aus Ferrara († 1497)[22]
- Jean Tisserand, französischer Franziskanermönch und Liedertexter (* unbekannt)

### Gestorben vor 1497
- Pasquinus, frankoflämischer Komponist (* unbekannt)